# George Muir
George David Muir (North Harbour, 24 februari 1994) is een Nieuw-Zeelands hockeyer.

## Levensloop
Muir kwam uit voor North Harbour. In mei 2022 werd bekend dat hij de overstap maakte naar het Belgische Herakles.
Daarnaast is hij actief bij het Nieuw-Zeelandse hockeyteam. Hij maakte zijn debuut bij de nationale ploeg in 2013. In 2018 behaalde hij zilver met de Black Sticks zilver op de Gemenebestspelen van 2018. Ook won hij met het natiaal team driemaal zilver in het Oceanisch kampioenschap (2015, 2017 & 2019). In totaal verzamelde hij 160 caps.